# Lam Siu-hang
Lam Siu-hang (Chinees: 林兆恒; Hongkong, 12 december 1996) is een Hongkongs professioneel tafeltennisser. Hij speelt rechtshandig, met de penhoudersgreep. Lam is zijn achternaam.
Hij vertegenwoordigde zijn land op de Olympische Zomerspelen 2020 maar won daar geen medailles.